# الديك الرومي البلدي

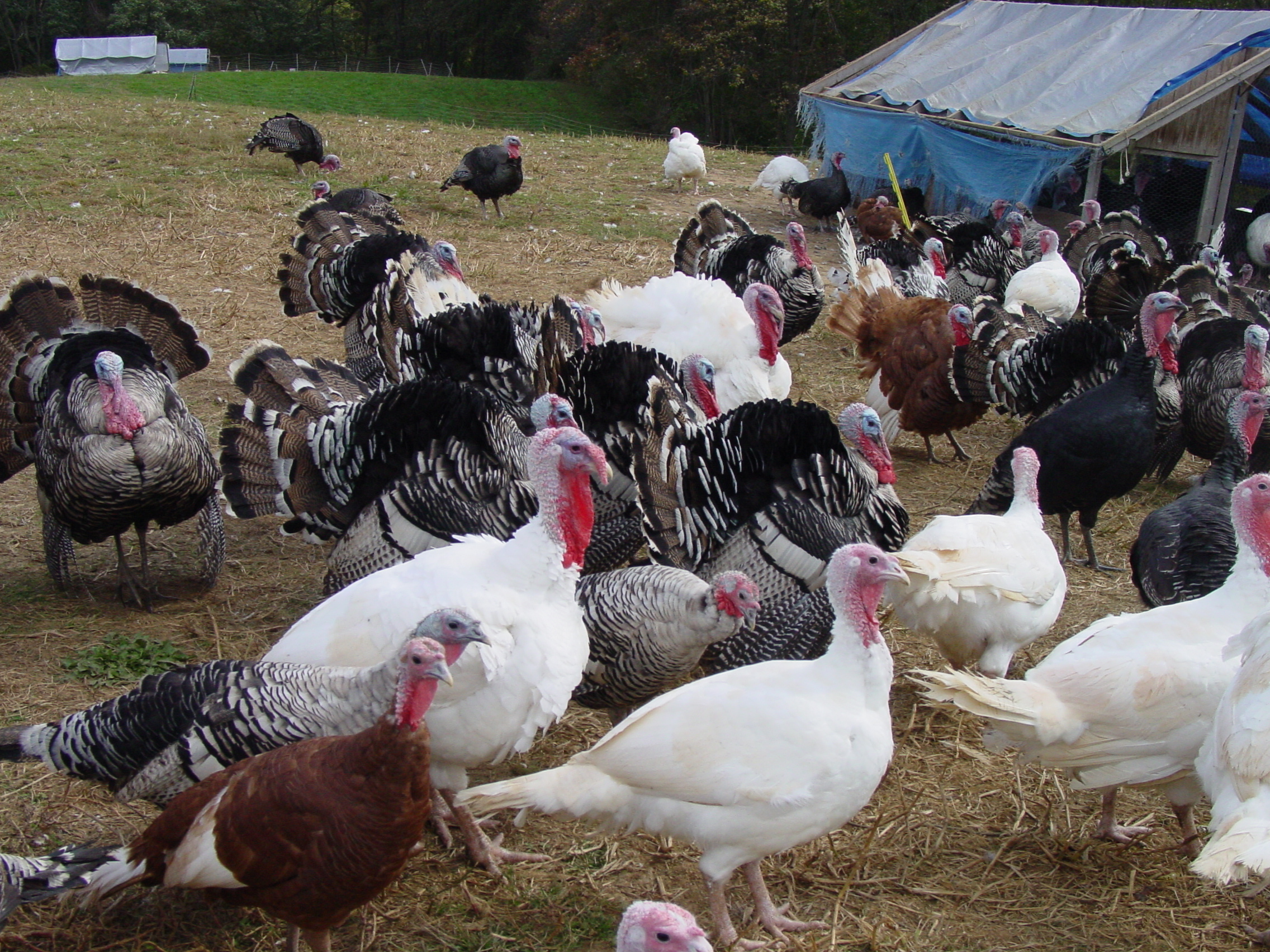

الديك الرومي البلدي هو واحِد مِن السُلالات المُتنوعة دجاج رومي مستأنس الذي يَمتلك صِفات تَاريخية لم تَعد مَوجودة الآن في غَالبية الديُوك المَوجودة للاستِهلاك مُنذ مُنتصف القرن العشرين. الدِيوك الرُومي البَلدية يُمكن تفريقها عن باقي الديوك الأليفة أنها قَادرة على التأقلم البَيولوجي بطريقةٍ تَكون أكثر قُربًا مِن ديك رومي بري في السُلوك الطبيعي ودورة الحياة. الديوك الرُومية البَلدية لديها دورة حياة أكبر ومُعدل نِمو أبطأ مِن مَثيلتها في الصِناعة الزراعية، وعلى عَكس الدِيوك التي تُوجد في المَزارع يُمكنها أن تكاثر بدونِ إمناء اصطناعي. يُوجد أكثر مِن 10 قائمة سلالات الديك الرومي التي تُصنف كديوك رومية بَلدية مِثل: الكستنائي والأصلع والأسود والبوربون الأحمر والنارجانسيت والملكي والأردواز والبرونزي والقزم الأبيض. ويري بعضُ الطباخين والمزارعين ونُقاد الطِعام أن مَذاق الديك الرومي البلدي أفضل بالإضافةِ إلى أنه صِحي أكثر. بالرغمِ مِن زيادة الاهتِمام بالديوكِ الرومي البلدية إلا أنها تَظل قِلة صَغيرة جدًا مِن حيثُ العدد حوالي 25000 وفي تزايد في العدد مُقارنةً بالديوكِ الصِناعية التي تقدر 200000000 و7000000 ديك رومي بري، ومُعظم الدِيوك الرومي البَلدية في خطرٍ مُتزايدٍ بالنقصانِ.